# 제임스 브롤린
제임스 브롤린(James Brolin, 1940년 7월 19일 ~ )은 미국의 배우이다.

## 출연 작품
- 최후의 카테고리 7
- 헌팅 파티